# Marian Sutton
Marian Sutton (* 7. Oktober 1963 in Wanstead) ist eine englische Langstreckenläuferin, die sich auf den Marathon spezialisiert hat.
Ihre größten Erfolge feierte sie beim Chicago-Marathon, bei dem sie 1996 und 1997 siegte und 1999 als Siebte ihre persönliche Bestzeit von 2:28:42 aufstellte. 1997 wurde sie Zweite beim Great North Run in 1:09:41, womit sie bis heute (Stand: Dezember 2008) die sechstschnellste britische Läuferin über die Halbmarathon-Distanz ist.
Beim Marathon der Olympischen Spiele 2000 in Sydney belegte sie den 26. Platz, wobei sie sich einige Kilometer vor dem Ziel einen Muskelfaserriss in der Wade zuzog. Aufgrund dieser Verletzung konnte sie erst Anfang 2002 wieder einen Marathon bestreiten. Mit einem Sieg beim Marathon von Austin (Texas) qualifizierte sie sich für die Commonwealth Games 2002, bei denen sie Achte wurde.